# Dell'amicizia

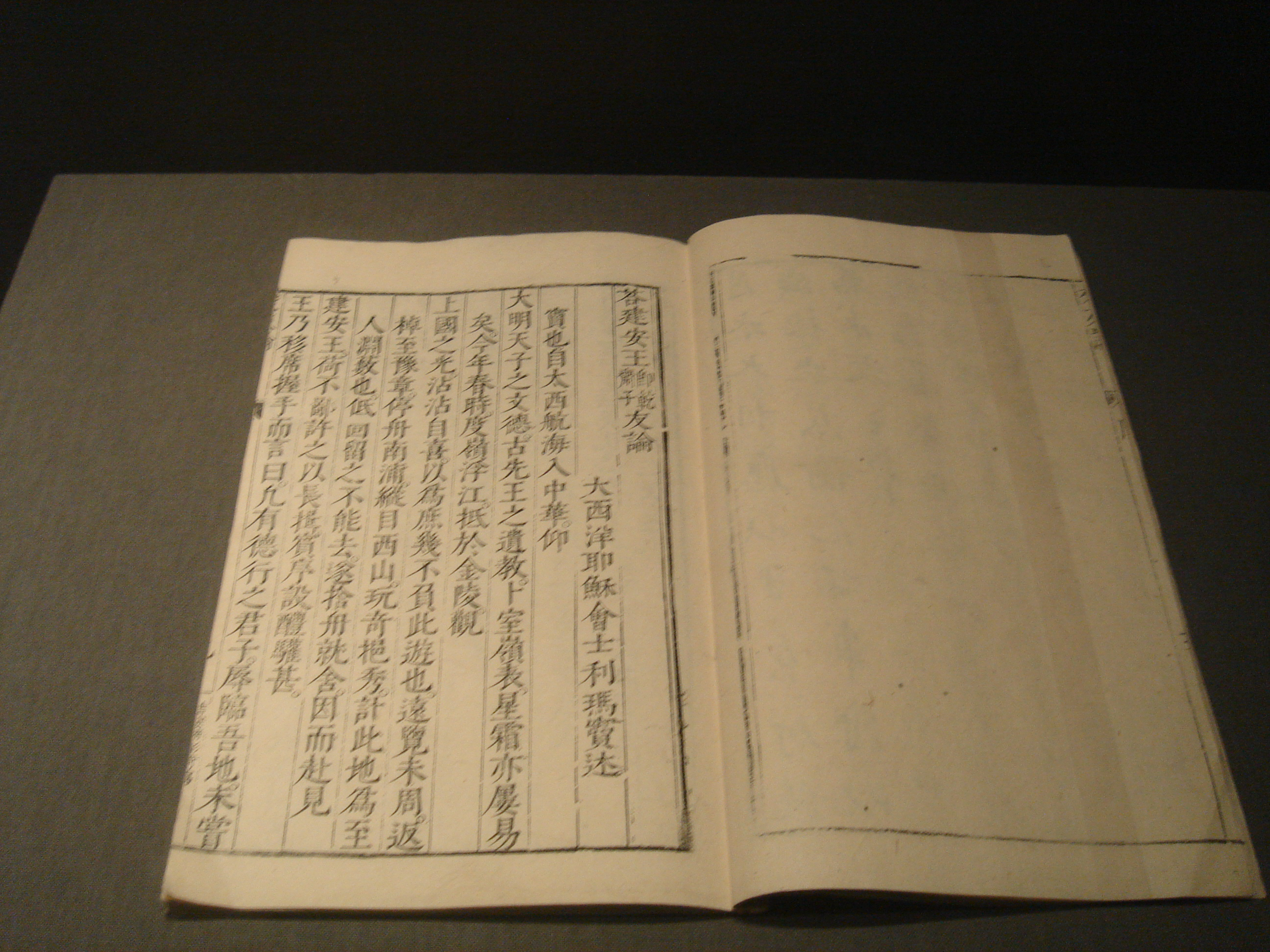
Una pagina del manoscritto

Il De Amicitia è la prima opera in cinese del Padre gesuita Matteo Ricci.

## Genesi dell'opera
La genesi del saggio Dell'amicizia, prima opera in cinese del Padre Matteo Ricci, va compresa a partire dal fatto che il 1595, anno del fallito tentativo di raggiungere Pechino al seguito del mandarino Shi Lou, rappresenta un punto di svolta nella strategia missionaria del famoso missionario gesuita maceratese. Giunto infatti a Nanchino, decise di smettere l'abito da bonzo per farsi nuovamente crescere barba e capelli e indossare l'abito di seta dei letterati. Xitai ("il maestro del grande occidente", come veniva chiamato comunemente nella cerchia dei suoi estimatori), aveva ben compreso dopo dodici anni dall'inizio della sua avventura nel "Regno di Mezzo", che «più si fa in Cina con libri che con parole», e per questo si era deciso di rivolgersi ai letterati facendosi come uno di loro. È proprio su questa scia che, cacciato da Nanchino e giunto a Nanchang, dove stabilì la terza residenza, compose la sua prima opera in lingua cinese, Dell'Amicizia. Dai dati desunti dalla Lettera 32 del 13 ottobre 1596, indirizzata al Padre Claudio Acquaviva, Preposito generale della Compagnia di Gesù, sappiamo che l'opera fu composta nel 1595 per un principe, parente del re, oggi identificato con Zhu Duojie, principe di Jian'an. 
Riguardo alla redazione del saggio, Ricci, nella lettera a padre Girolamo Costa del 14 agosto 1599, afferma pure di aver composto l'opera raccogliendo i detti di alcuni filosofi occidentali, aggiustandoli e talvolta cambiandoli in alcune cose per poterli adattare alla sensibilità dei letterati cinesi. È questione ancora dibattuta se il Ricci avesse a sua disposizione alcuni libri dei massimi autori della cultura occidentale antica e moderna, da cui trasse le citazioni, oppure se abbia citato a memoria, come si ritiene tradizionalmente, data la sua prodigiosa memoria. Tra i vari autori citati nel saggio, troviamo Aristotele, Plutarco, Seneca, Cicerone, Agostino d'Ippona e talvolta Sant'Ambrogio.

## Importanza del tema dell'amicizia nella società cinese
La genialità dell'opera sta comunque nella scelta del tema, e nel modo in cui l'opera viene strutturata. Sappiamo, infatti dagli scritti confuciani, che l'amicizia era considerata uno dei cinque doveri fondamentali sotto il cielo. Di questi doveri Feng Yingjing scrivendo la prefazione per l'edizione a stampa dell'opera a Pechino nel 1601, fa un elenco dettagliato:
In definitiva il tema dell'amicizia, occupa un posto singolare nella cultura cinese, essendo uno dei vincoli sociali da cui dipendono il funzionamento della società e dello stato. Attraverso questa raccolta di detti su questo argomento, Ricci vuole accreditare presso i cinesi la cultura occidentale. Egli, ha infatti compreso che l'accettazione della religione cristiana (vero motivo per il quale Ricci accetta di farsi tutto a tutti), è legata alla dimostrazione che questa non è in contrasto con l'ordinamento sociale del Celeste Impero

## Struttura del saggio
Per quanto riguarda la struttura della raccolta, le varie sentenze che compongono lo scritto non vengono esposte da "Xitai" secondo un ordine logico, ma singolarmente, per dare la possibilità a chi legge di poterle meditare una alla volta. Ciò viene fatto probabilmente ispirandosi al modello di insegnamento per aforismi tipico degli scritti confuciani. L'opera, che conteneva inizialmente 76 sentenze poi portate a 100, venne edita a più riprese sia prima che dopo la morte del Ricci. Dell'edizione stampata a Pechino nel 1601, aggiornata a 100 sentenze, con prefazione di Feng Yingjing, si conserva un esemplare nella Biblioteca Nazionale di Roma. L'autografo inviato dal Ricci al P. Costa di cui si fa menzione nella lettera 36, ritenuto per anni perduto, è stato invece rinvenuto presso la British Library Additional dove è tuttora conservato. Consta ancora di 76 sentenze e contiene tre annotazioni manoscritte che ne rivelano l'autenticità. Un apografo dell'originale si trova presso l'archivio della Pontificia Università Gregoriana a Roma.

## L'operaDe amicitia, ponte tra Oriente e Occidente
Per quanto riguarda la fortuna dell'opera e quanto essa abbia raggiunto lo scopo che si prefiggeva il suo autore, lo desumiamo direttamente da quanto dice Feng Yingjing nella sua introduzione alla edizione del 1601, nella quale egli afferma che, dopo aver riflettuto accuratamente alla luce del coraggio di Xitai e di quanto egli esprime nel suo saggio, si è convinto che cultura cinese e cultura occidentale sono in fondo identiche. Una tale affermazione non può essere che ritenuta eccezionale.